# Шарантон-дю-Шер
Шаранто́н-дю-Шер (фр. Charenton-du-Cher) — коммуна во Франции, находится в регионе Центр. Департамент — Шер. Главный город кантона Шарантон-дю-Шер. Округ коммуны — Сент-Аман-Монтрон.
Код INSEE коммуны — 18052.

## География
Коммуна расположена приблизительно в 240 км к югу от Парижа, в 145 км юго-восточнее Орлеана, в 45 км к юго-востоку от Буржа.
По территории коммуны проходит канал Берри и протекает река Марманд.

## Население
Население коммуны на 2008 год составляло 1119 человек.
| 1962 | 1968 | 1975 | 1982 | 1990 | 1999 | 2008 |
| ---- | ---- | ---- | ---- | ---- | ---- | ---- |
| 1362 | 1372 | 1371 | 1292 | 1154 | 1096 | 1119 |

## Администрация
| Период | Период | Фамилия       | Партия        | Примечания |
| ------ | ------ | ------------- | ------------- | ---------- |
| 1946   | 1947   | Марсель Шакро |               |            |
| 1947   | 1949   | Шарль Венсан  |               |            |
| 1949   | 1952   | Андре Дар     |               |            |
| 1952   | 1957   | Жан Гольмье   |               |            |
| 1957   | 1959   | Жозеф Пею     |               |            |
| 1959   | 1995   | Пьер Леблан   |               |            |
| 1995   | 2000   | Ги Морина     |               |            |
| 2000   | 2014   | Паскаль Опи   | Разные правые |            |

## Экономика
Основу экономики составляют лесное и сельское хозяйство, а также лёгкая промышленность.
В 2007 году среди 663 человек в трудоспособном возрасте (15-64 лет) 481 были экономически активными, 182 — неактивными (показатель активности — 72,5 %, в 1999 году было 61,6 %). Из 481 активных работали 423 человека (214 мужчин и 209 женщин), безработных было 58 (24 мужчины и 34 женщины). Среди 182 неактивных 44 человека были учениками или студентами, 76 — пенсионерами, 62 были неактивными по другим причинам.

## Достопримечательности
- Церковь Сен-Мартен[фр.] (XI век). Исторический памятник с 1927 года[7]
- Дом XV века. Исторический памятник с 1930 года[8]
- Старая кузница, известная как «Большая кузница» (1824 год). Исторический памятник с 2002 года[9]
- Феодальный мотт (30 м диаметром, высотой 10 м)

## Фотогалерея

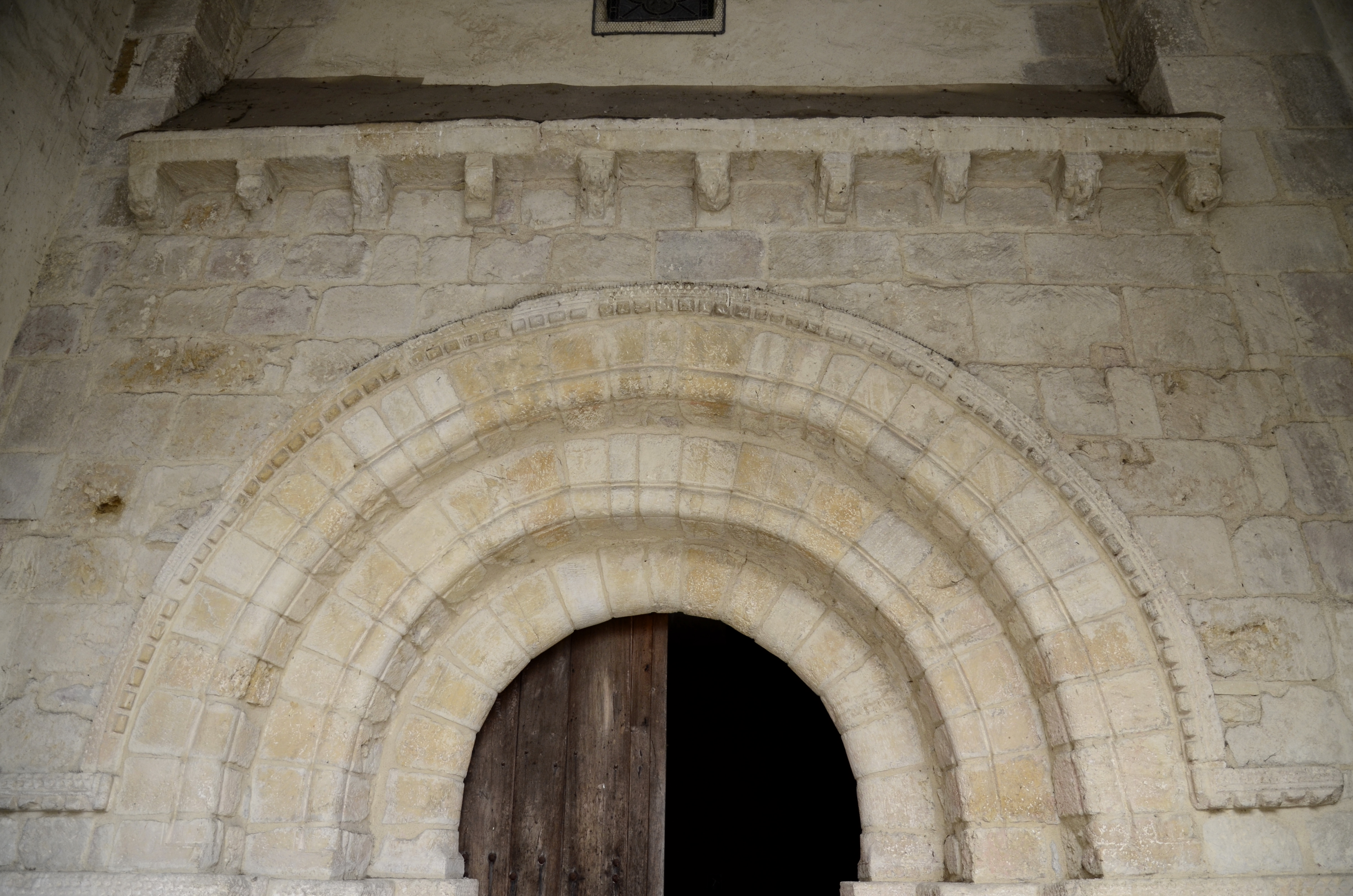
Портал церкви Сен-Мартен
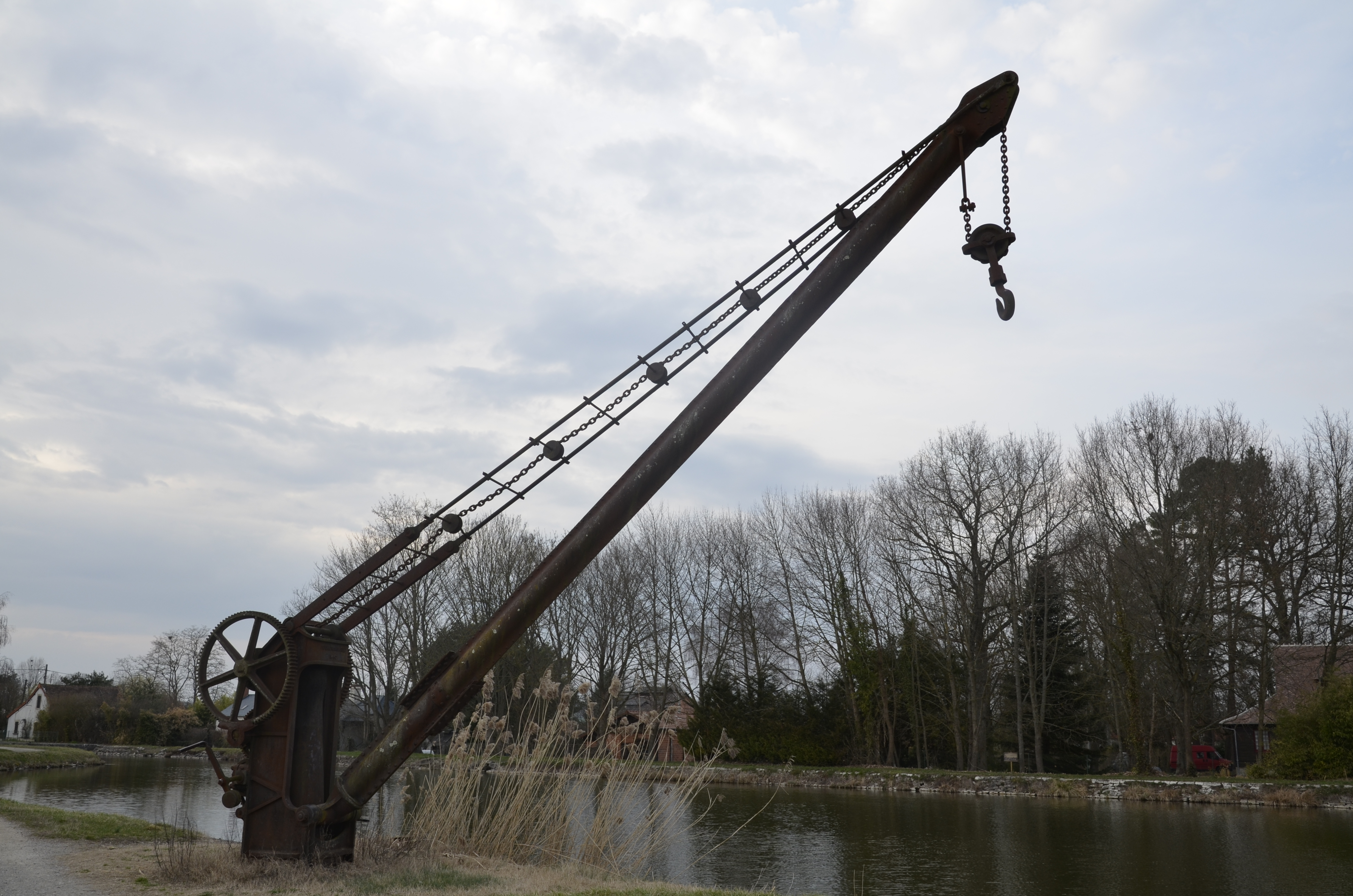
Канал Берри
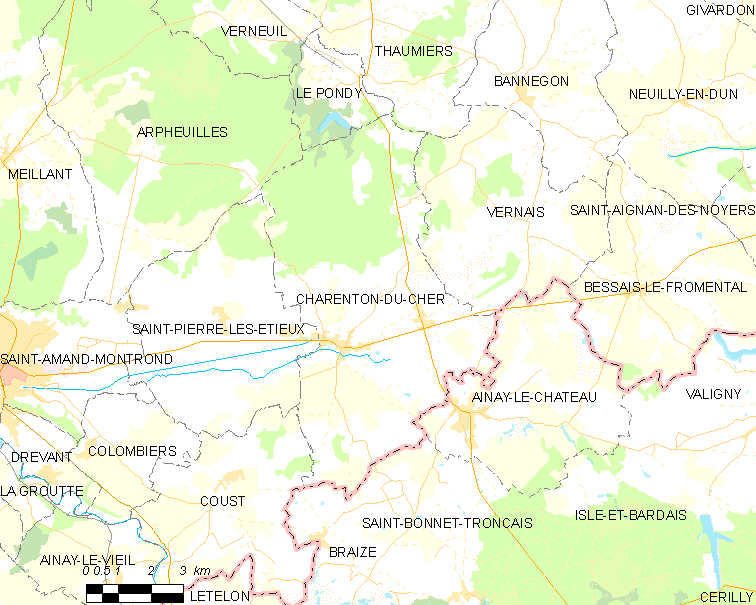
Карта коммуны